# Kururin Squash!
Kururin Squash! (くるりんスカッシュ!) es un videojuego de puzles desarrollado por 8ing y publicado por Nintendo para Nintendo Game Cube. Únicamente salió en el mercado japonés, el 14 de octubre de 2004, no llegando a ver la luz en el resto de mercados.
Se trata de la secuela de 2 juegos de Game Boy Advance: Kuru Kuru Kururin (publicado en Europa y Australia) y Kururin Paradise.

## Historia
La familia Kururin ganó el gran premio en una lotería local, que les envió a un crucero en torno a los cuatro países del mundo. Toda la familia gozan de este viaje, pero al regresar a casa, de repente se dan cuenta de que habían regresado con sólo tres miembros de la familia; Kururin, Kakarin, y Totorin. ¡Todos los hermanos de Kururin habían desaparecido durante el viaje! Kururin comienza entonces un nuevo viaje por los cuatro países en el helicóptero especial "Helirin" en busca de los demás.

## Juego
El jugador controla el Helirin con el que debe maniobrar a través de una serie de laberintos sin tocar las paredes. Si el Helerin golpea la pared o cualquier objeto peligroso en tres ocasiones se destruye, lo que obliga al jugador a volver a comenzar la fase. El jugador controla la dirección del Helerin en 3 niveles de velocidad, pero la continua rotación del vehículo hace difícil la tarea. Bono puntos se otorgan Una vez que completado con éxito un nivel se otorgan bono puntos al jugador, y una estrella de oro al completar el nivel sin ningún tipo de accidentes.
El juego comienza en un sencillo nivel de entrenamiento, donde el jugador aprende a manejar el Helirin y a moverse entre las primeras esquinas. Después de este tutorial hay ocho niveles en cada una de las etapas que según se avanza van aumentando progresivamente en dificultad y longitud. El objetivo principal en el modo puzle es recoger las monedas, y el objetivo en el modo carrera es terminar cada laberinto dentro de un marco de tiempo objetivo. Un modo multijugador permite jugar hasta cuatro jugadores en una pantalla dividida, donde los jugadores luchan en un modo de batalla donde deben recoger las monedas mientras mantienen fuera a sus oponentes con diferentes armas.
A diferencia de los anteriores títulos de la serie, Kururin Squash! introduce niveles de agua que hacen el trabajo de Helirin como un submarino, además del uso de power-ups que permiten el uso de armas de fuego, marcas con guantes de boxeo, crear tornados, o el uso de lanzallamas. Los jefes también están presentes al final de cada etapa.

## Estadios
Cada isla o país contiene 8 etapas, siendo la última etapa de cada país el jefe de batalla del mismo.

### Sweet Island
La primera mitad de la isla tiene un tema tropical, mientras que la segunda mitad está construida con dulces y caramelos. Las etapas 4, 6, 7 y 8 deben ser completadas con el "Helibokan", un Helirin especial con la habilidad de golpear con sus alas. 

### Natural Island
La primera mitad es un místico mundo lleno de mariposas, mientras que la segunda mitad se desarrolla en un río. Las etapas 2, 4, 6 y 8 deben ser completadas con el "Helibashan", un Helirin especial que puede bucear y sumergirse en el agua como si de un submarino se tratara.

### Snow Scape
Las etapas 1, 2, 4 y 6 tienen lugar en un mundo deslumbrante cubierto de nieve, mientras que las etapas 3, 5, 7 y 8 tendrán lugar en una noche de panorama invernal. Las etapas 3, 5, 7 y 8 deben ser completadas con el "Heliboubo", un Helirin especial que puede disparar fuego a través de sus alas. 

### Future Vision
La primera mitad tiene lugar en una feliz y colorida ciudad, mientras que la segunda mitad se lleva a cabo en una ciudad más futurista y de alta tecnología. Las etapas 2, 4, 6 y 8 deben ser completadas con el "Heliburun", un Helirin especial que puede disparar tornados. 

### Wonder Planet
La primera mitad tiene lugar en el espacio exterior, mientras que la segunda mitad se desarrolla en un mundo parecido a lo que se vería a través de un caleidoscopio. Las etapas 2, 4, 6 y 8 deben ser completada a través del "Helibyubyun", un Helirin especial que puede lanzar disparos de fuego muy rápidos.